# New Processean Order
New Processean Order är ett italienskt andligt-musikaliskt-konstnärsprojekt som 2014 utkom med sin första inspelning, Hymns to the Great Gods of the Universe.

## Biografi
New Processean Order grundades av Alessandro Papa i syfte att återskapa texter och visioner från sekten The Process Church of The Final Judgment och dess ledare Robert DeGrimston och Mary Ann MacClean. Till projektets första inspelning samlade Papa en lång rad artister som Devis Granziera och  Roberto "Kalamun" Pasini, från Teatro Satanico, Elena Alice Fossi och Angelo Bergamini från Kirlian Camera, XxeNa och Draft. Ljudbilden på Hymns to the Great Gods of the Universe var mörkt ambient experimentell musik med inslag av noise, tibetansk musik och röstsamplingar av Timothy Wyllie.
2015 utkom CrucifEgo och 2017 den omfattande produktionen, At War with Christ and Satan.